# Монтана
Монта́на (англ. Montana, американское произношение: [mɒnˈtænə] (слушать)о файле) — штат на северо-западе США, 41-й штат, присоединившийся к союзу. На севере граничит с Канадой. Столица — Хелена, крупнейший город — Биллингс. Население — 1 015 165 человек (44-е место в США, данные 2013 года). Официальное прозвище — «Штат сокровищ».

## История
Издавна земли будущего штата Монтана населяли индейцы таких племён, как
- шайенны,
- кроу,
- черноногие,
- ассинибойны,
- гровантры,
- сиу (они же — дакота и лакота) и др.

Французы появились в этом районе в 1742 г. Территория современной Монтаны к востоку от Скалистых гор — это часть Луизианы, купленной у Франции в 1803 г. В начале XIX века район был исследован в ходе экспедиций Льюиса и Кларка. Мехоторговцы и миссионеры основали здесь ряд поселений в начале XIX века.
В 1848—1864 гг. различные части Монтаны входили в состав разных федеральных территорий:
- Орегона (1848—1859),
- Вашингтона (1853—1863),
- Айдахо (1863—1864) и
- Дакоты (1861—1864).

В 1850-х годах в пределах будущей Монтаны были открыты солидные залежи золота и меди. 26 мая 1864 г. Монтана получила статус федеральной территории США. 
Название территории (а затем штата) происходит от испанского слова montaña (гора). Первой её столицей стал Баннак (Bannack). Первым губернатором был Сидни Эджертон (Sidney Edgerton). В 1865 г. столица территории была перенесена в Верджиния-Сити, а в 1875 г. — в город Хелена.
В конце 1860-х годов здесь были основаны военные форты Форт-Шоу, Кемп-Кук, Форт-Смит. Колонизация Монтаны сопровождалась сражениями с индейскими племенами; самое знаменитое произошло в 1876 г. и стало известно как битва при Литтл-Бигхорн. 
Строительство Северной Тихоокеанской железной дороги в 1883 г. привело к резкому росту населения. 
Территория Монтана вошла в состав США 26 мая 1864 г., а 8 ноября 1889 г. Монтана была объявлена штатом.

## География

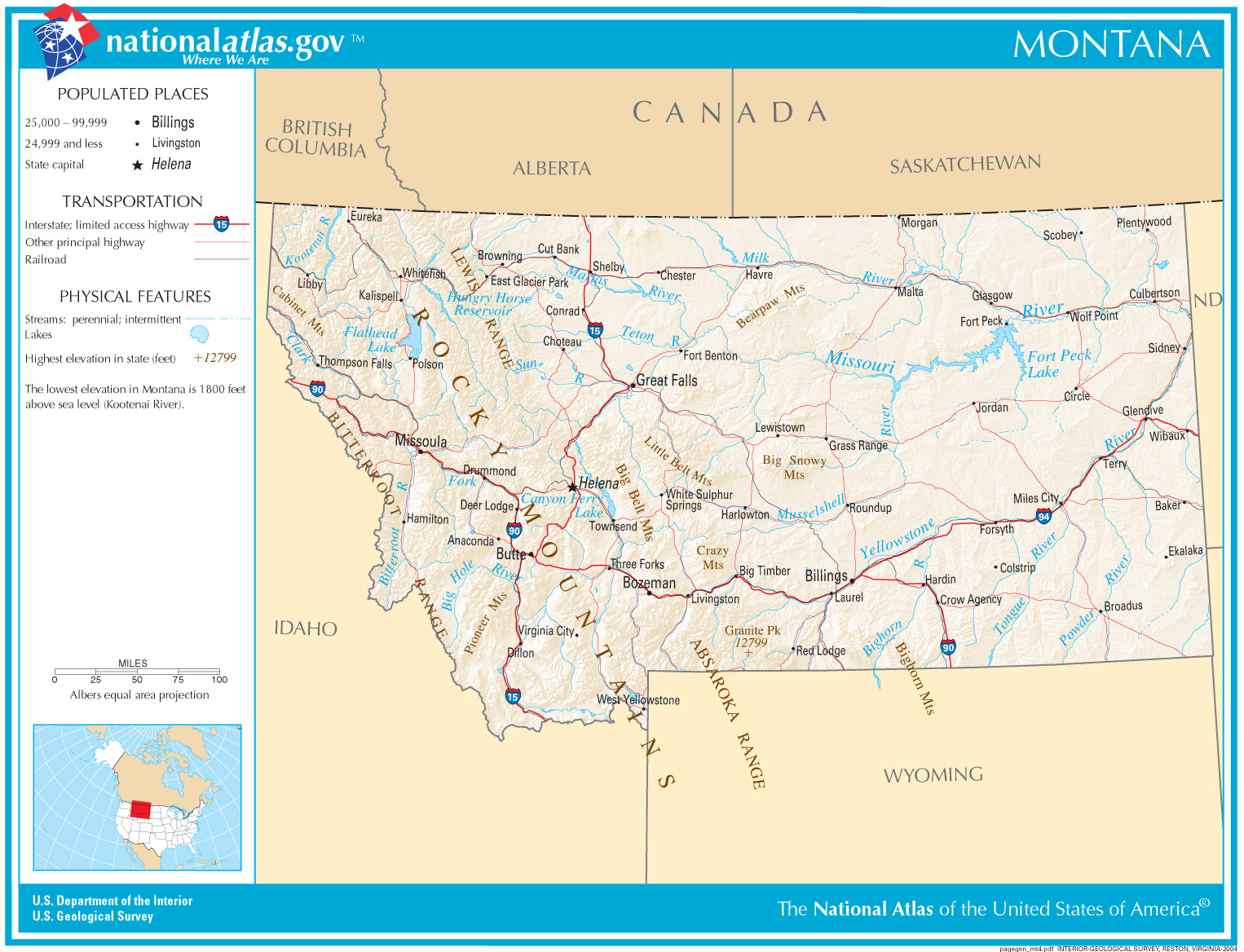
Карта Монтаны

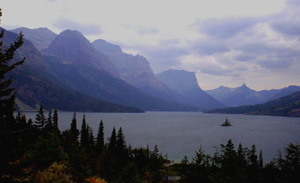
Озеро Св. Марии в национальном парке Глейшер, Монтана

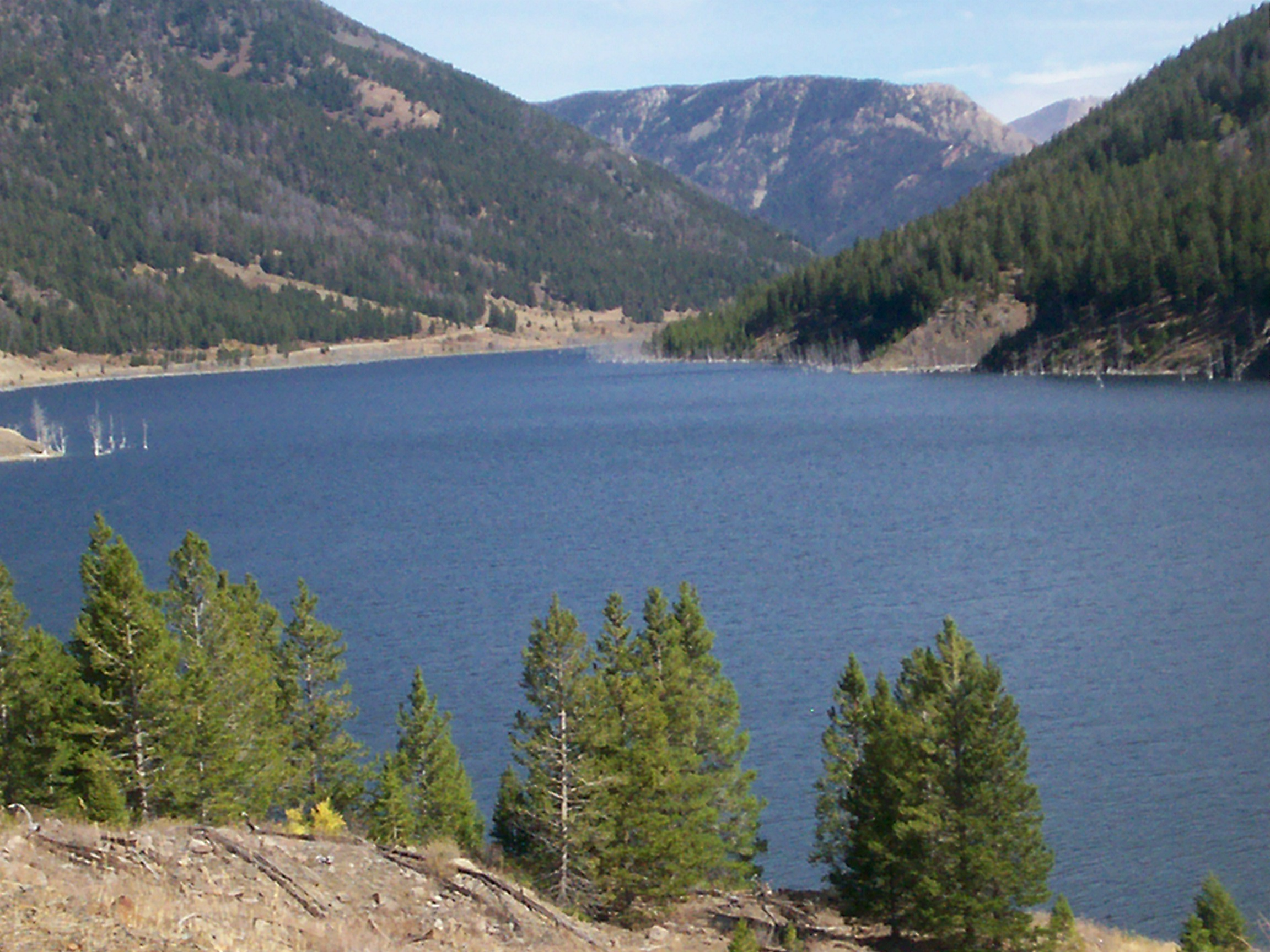
Озеро Куэйк

Монтана граничит на севере с канадскими провинциями Британская Колумбия, Альберта и Саскачеван, на востоке — со штатами Северная Дакота и Южная Дакота, на юге — с Вайомингом, на западе — с Айдахо. Общая площадь штата — 381 156 км², из них на сушу приходится 377 295 км². По этому показателю Монтана занимает четвёртое место в стране после Аляски, Техаса и Калифорнии и, кроме того, является крупнейшим штатом США, не имеющим выхода к морю.
Западная часть штата гориста, географически является северной частью Скалистых гор. 
Восточная часть (около 60 %) является северной частью Великих равнин и покрыта прериями. Тем не менее, даже к востоку от Скалистых гор имеются небольшие отдельные хребты, разрезающие равнинный пейзаж. 
Через территорию Монтаны проходит Американский континентальный водораздел, разделяющий бассейны Тихого и Атлантического океанов. Высшая точка — Гранит-Пик (3901 м).
На территории Монтаны находится исток Миссури, которая образуется при слиянии рек Джефферсон, Мадисон и Галлатин.
Административно Монтана разделена на 56 округов.

### Климат
Из-за обширной территории и разнообразного рельефа климатические условия Монтаны довольно разнообразны. Средние дневные температуры меняются от −2 °C в январе до 29,2 °С в июле. Самая высокая температура в штате была зафиксирована 5 июля 1937 года и составила 47 °С. Самая низкая температура (также самая низкая во всей континентальной части США) была отмечена 20 января 1954 года и составила −57 °C. Городок Лома в округе Шуто известен как место с рекордным изменением температуры за сутки. Так, в течение 15 января 1972 года температура здесь возросла с −48 °C до 9 °С.
Средний по штату уровень осадков составляет около 380 мм, однако сильны различия между разными районами. Горные хребты на западе штата создают дождевую тень для восточных равнин. В городке Херон (запад округа Сандерс) на крайнем западе Монтаны в год выпадают 881 мм осадков, однако в городке Лонпайн (восток округа Сандерс) на восточной стороне хребта уровень осадков всего 291 мм. В некоторых горных районах годовой уровень осадков может достигать 2 500—2 700 мм.

### Флора и фауна
Леса занимают около 25 % территории штата. Здесь растёт сосна скрученная широкохвойная, сосна жёлтая, псевдотсуга, лиственница, ель, осина, туя складчатая, берёза, тсуга, ясень, ольха. 
Монтана служит домом для 15 видов земноводных, 85 видов рыб, 110 видов млекопитающих, 17 видов рептилий и 420 видов птиц. Кроме того, здесь обитает более 10 000 видов беспозвоночных.

### Природоохранные зоны
На территории штата находится национальный парк Глейшер и часть Йеллоустонского национального парка, а также парк штата Макошика — кладбище динозавров. Всего в Монтане насчитывается 52 парка штата.

### Озёра и водохранилища
На территории Монтаны более 3 200 озёр и водохранилищ, имеющих официальное название, в том числе озеро Флатхед — крупнейшее пресноводное озеро на западе Соединенных Штатов. К другим крупным озерам относятся Макдональд и Сент-Мэри в национальном парке Глейшер. Самое большое водохранилище в штате — Форт-Пек на реке Миссури со второй по величине земляной плотиной и самой большой намывной дамбой в мире.

### Реки
См. Список рек Монтаны

## Экономика
Монтана является крупным центром пивоварения, занимая третье место в стране по количеству ремесленных пивоварен на душу населения в 2011 году. Значительны добывающая и деревообрабатывающая отрасли.
Ресурсы штата включают золото, уголь, серебро, тальк и вермикулит.
Туризм также имеет важное значение для экономики: более 10 млн человек в год посещают национальный парк Глейшер, озеро Флатхед, верховья реки Миссури, место битвы при Литтл-Бигхорне и три из пяти входов в Национальный парк Йеллоустон.
Среднедушевой доход населения в 2014 году составил $ 40 601, 35-е место в стране.

## Население

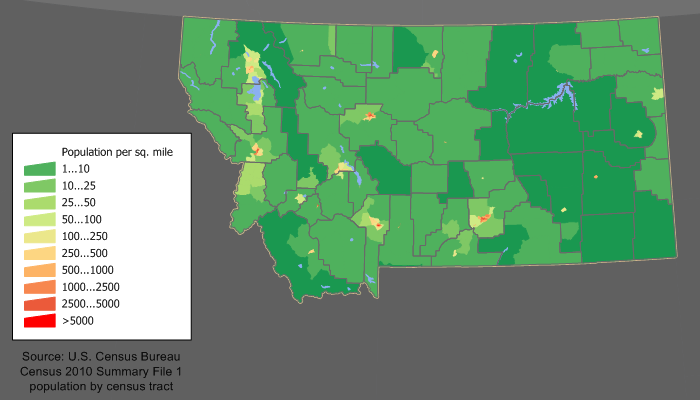
Плотность населения Монтаны

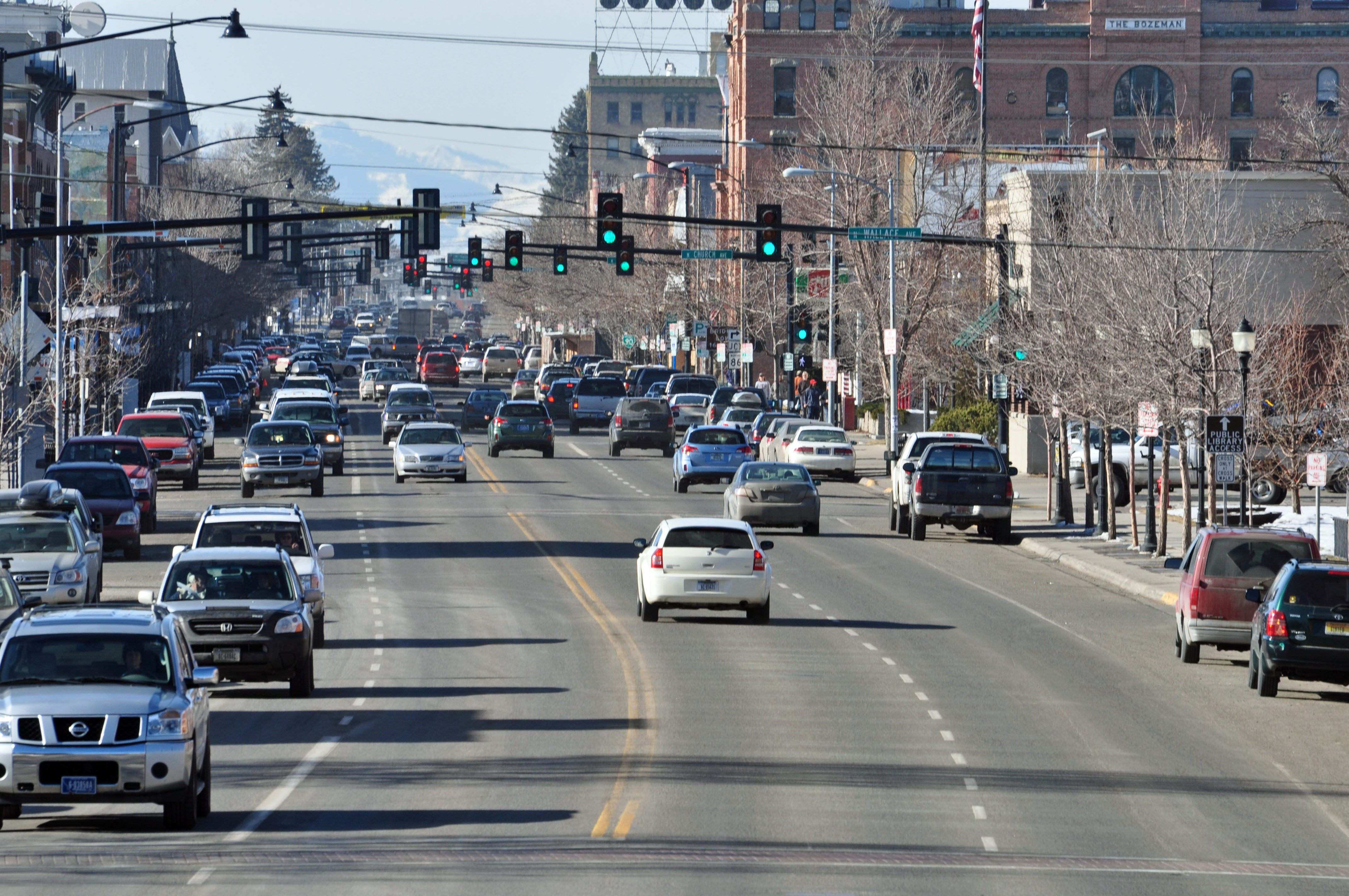
Город Бозмен

По данным Бюро переписи населения США на конец 2013 года население Монтаны составляло 1 015 165 человек; прирост по сравнению с показателем переписи 2010 года составил 2,6 %. Расовый состав штата по данным переписи 2010 года следующий: белые (89,4 %), черные (0,4 %), коренные американцы (6,3 %), азиаты (0,6 %), гавайцы и выходцы из Океании (0,1 %), другие расы (0,6 %), представители 2-х и более рас (2,5 %). Белое население главным образом немецкого (29,3 %), ирландского (16,4 %), английского (13,1 %) и норвежского (10 %) происхождения. Около 94,8 % населения Монтаны в возрасте старше 5 лет говорят дома на английском языке.
Около 55 % населения Монтаны — протестанты, 24 % — католики, 5 % — мормоны, 18 % не принадлежат никаким конфессиям, менее 1 % исповедуют другие религии.
Динамика численности населения:
- 1950: 591 024 чел.
- 1960: 674 767 чел.
- 1970: 694 409 чел.
- 1980: 786 690 чел.
- 1990: 799 065 чел.
- 2000: 902 195 чел.
- 2010: 989 415 чел.[11]
- 2013: 1 015 165 чел.

Крупные города:
- Биллингс: 104 700 чел.
- Мизула: 66 788 чел.
- Грейт-Фолс: 58 505 чел.
- Бозмен: 37 280 чел.

## Достопримечательности
- На территории штата Монтана в городе Анаконда находится дымовая труба высотой 178 м, считающаяся одним из самых высоких кирпичных сооружений в мире.

## Археология и палеогенетика
- В 1968 году близ Уилсола в штате Монтана были обнаружены останки мальчика (Анзик-1[англ.]), жившего 12,7 тыс. лет назад, и сотни орудий культуры Кловис[12]. Генетические исследования показали, что Y-хромосома мальчика Анзик-1 (Anzick-1) относится к гаплогруппе Q-L54*(xM3), мтДНК — к гаплогруппе D4h3a[13][14].